# معركة فيليبي
معركة فيليبي كانت المعركة الأخيرة في حروب الحكم الثلاثي الثاني (Liberators' civil war) بين قوات مارك أنتوني وأوكتافيان (من الحكم الثلاثي الثاني) وزعماء اغتيال يوليوس قيصر، ماركوس جونيوس بروتوس وجايوس كاسيوس لونجينوس في 42 قبل الميلاد، في فيليبي في مقدونيا. أعلن الثلاثي الثاني هذه الحرب الأهلية ظاهريا للثأر من اغتيال يوليوس قيصر في عام 44 ق.م، لكن السبب الكامن وراءه كان صراعًا طويلًا بين ما يسمى بـ أوبتيميتس وما يسمى بـ ببيولاريس.